# 安堂ホセ
安堂 ホセ（あんどう ホセ、1994年〈平成6年〉 - ）は、日本の小説家。東京都生まれ。身長187cm、血液型はA型。

## 来歴
2022年、「ジャクソンひとり」で第59回文藝賞を受賞してデビュー。同作が第168回芥川賞候補になる。
2023年、「迷彩色の男」で第45回野間文芸新人賞候補、第170回芥川賞候補に選ばれる。
2024年、「DTOPIA」で第46回野間文芸新人賞候補になる。同年、『ジャクソンひとり』がフランス語に訳され、マルキ・ド・サド賞候補になる。
2025年、『DTOPIA』で第172回芥川龍之介賞を受賞する。

## 人物
映画に関心が強く、アラン・J・パクラを好きな監督の一人として挙げる。映画制作やシナリオ執筆も試みていたが、一人で表現することに向いていると自覚して、シナリオから小説に転じた。島本理生との対談において、『キル・ビル』が好きだし表現技法には感心するものの、女性による復讐の物語なのに女性への暴力を楽しむような造りになっている点が倫理的に良くないと評価している。もともと読書は好きではなかったが、川上未映子の詩集を読んだことから文学に関心を持ち始めた。好きな作家として他に黒田夏子、多和田葉子、松浦理英子を挙げている。
アビゲイルシュライアー著『トランスジェンダーになりたい少女たち SNS・学校・医療が煽る流行の悲劇』の発売中止と当事者への謝罪が発表された際（日本では、KADOKAWAから2024年1月に刊行される予定だったが、2023年12月にタイトルや事前公開された内容紹介、および原著が複数の研究者から「多くの誤情報を含む」と批判され、方法論的・科学的な誤りが多数あると指摘されていることなど、国内でも議論や批判が起きた。）、SNS上では数人の文芸ライターが「全文を読まずに批判や議論を行うことは「焚書」「検閲」である」といった扇動を行った。それに対し安堂は『「どんな本でも全文を読んでから批判するべき」なんて嘘だよ。今回多くの人がやりたかったのは読書会ではなく、社会でものが売られることによる悪影響を危惧した表明。脅迫や暴力じゃない、ほんと普通のこと。』などと見解を示した。のちに安堂は文學界2025年3月号の芥川賞受賞記念エッセイ『本と批判についての確認』にて「だいたいの場合に検討されるべきは批判の内容そのものであって、その人がその本をちゃんと読んでいるか、読めているのかといった経験、能力的な問いは単なる時間稼ぎであることがほとんどだ」「私は自分の本が、ただ本であるという理由だけで無条件に信仰されることを期待しません」と述べている。

## 作品リスト

### 単行本
- 『ジャクソンひとり』（2022年11月、 河出書房新社、ISBN 978-4-309-03084-5 / 2025年5月、河出文庫、ISBN 978-4-309-42182-7）
  - 初出:『文藝』2022年冬季号
- 『迷彩色の男』（2023年9月、河出書房新社、ISBN 978-4-309-03141-5）
  - 初出:『文藝』2023年秋季号
- 『DTOPIA』（2024年11月、河出書房新社、ISBN 978-4-309-03928-2）
  - 初出:『文藝』2024年秋季号

### 単行本未収録作品
エッセイ・書評
- 「好きなセリフ」 - 『文學界』2023年1月号
- 「読書日録」 - 『すばる』2023年4月号 - 2023年6月号
- 「小説を助けてくれたいくつかの声」 - 『群像』2023年6月号
- 「「革命」と「ハック」を整理する」（竹田ダニエル『SNS時代のカルチャー革命』書評） - 『群像』2025年1月号
- 「本と批判についての確認」 - 『文學界』2025年3月号
- 「人生は他人を眺めている時間の方が長い？」 - 『小説すばる』2025年3月号